# Euglossa granti
Euglossa granti är en biart som beskrevs av Cheesman 1929. Euglossa granti ingår i släktet Euglossa, tribus orkidébin, och familjen långtungebin. Inga underarter finns listade.